# Octavie Coudreau
Octavie Coudreau (Marie Octavie Coudreau, z domu Marie Octavie Renard ur. 30 kwietnia w 1867 r. w Anais - zm. 6 lutego w1938 r. w Sonnac) – francuska geografka, pisarka i odkrywczyni, podróżniczka. Autorka kilku książek o Gujanie Francuskiej i północnej Brazylii. W 1899 r. brazylijskie stany Pará i Amazonas zatrudniły Coudreau do zbadania i sporządzenia mapy regionu Amazonii. Jej mężem - i do swojej śmierci także towarzyszem podróży - był badacz, geograf i podróżnik, Henri Coudreau.

## Odkrywanie Amazonii
W czasie sporu granicznego francusko-brazylisjkiego (fr. contesté franco-brésilien) między kolonialną Francją a Brazylią, mąż Octavie, Henri, pracował w służbie gubernatorów stanów Brazylii, mapując dopływy Amazonki i identyfikując możliwe zasoby dla rolników i leśników. W imieniu stanu Pará, Henri Coudreau miał za zadanie zbadać rzekę Trombetas, wkrótce po tym, jak Octavie wyszła za niego za mąż.
Ich pierwsza wyprawa w 1899 roku zakończyła się tragicznie, co zostało szczegółowo opisane w książce „Voyage au Trombetas” rozpoczętej przez Henriego Coudreau. Opisuje ona podróż pary w górę dopływu Trombetas na północnym brzegu Amazonki. Geograf już chory i wyczerpany latami spędzonymi w tym, co nazwał „zielonym piekłem". Cierpiąc na gorączkę malaryczną, zmarł w ramionach żony 10 listopada 1899 roku. Wspierana przez pozostałych towarzyszy podróży, Octavie Coudreau zrobiła trumnę z desek łodzi i przygotowała pochówek na półwyspie z widokiem na Jezioro Tapagem.
Po śmierci męża, Octavie Coudreau w okresie 1899-1906 kontynuowała prace badawcze rozpoczęte przez Henriego. W kolejnych latach napisała ostatnie rozdziały książki, po repatriacji szczątków męża do Angoulême we Francji.
W latach 1899–1906 pracowała dla rządu francuskiego jako oficjalna badaczka, co w tamtych czasach nie było dostępne dla kobiet. Była bardzo dobrą rysowniczką map. Wniosła pionierski wkład w poznanie tropikalnego obszaru Amazonii.

## Publikacje
- Voyage Au Trombetas: 7 Août 1899-25 Novembre 1899, ISBN 978-1148473758
- Voyage Au Cuminá: 20 Avril 1900-7 Septembre 1900
- Voyage Au Maycur, 5 Juin 1902-12 Janvier, 1903
- Voyage Au Rio Curua (1903)